# Reichenbachia rubricunda
Reichenbachia rubricunda är en skalbaggsart som först beskrevs av Aubé 1844.  Reichenbachia rubricunda ingår i släktet Reichenbachia och familjen kortvingar. Inga underarter finns listade i Catalogue of Life.